# Ty Chandler
Tykevious Chandler (Nashville, 12 maggio 1998) è un giocatore di football americano statunitense che milita nel ruolo di running back per i Minnesota Vikings della National Football League (NFL).

## Carriera

### Minnesota Vikings
Chandler al college giocò a football a Tennessee (2017-2020) e a North Carolina. Fu scelto dai Minnesota Vikings nel corso del quinto giro (164º assoluto) del Draft NFL 2022. Fu inserito in lista infortunati il 10 ottobre 2022 per un problema a un pollice. Tornò nel roster attivo il 28 dicembre. Nell'ultimo turno contro i Chicago Bears corse 6 volte per 20 yard. La sua stagione da rookie si chiuse con 3 presenze, nessuna delle quali come titolare.